# FtsZ
FtsZ est une protéine procaryote homologue de la tubuline eucaryote qui joue un rôle déterminant dans la scissiparité (ou division binaire) chez les bactéries. Codée par le gène ftsZ, elle s'assemble en anneau à l'emplacement du futur septum au niveau duquel les cellules filles vont ensuite se séparer. Elle permet également de recruter au même site d'autres protéines actives lors de la division cellulaire comme FtsA, ZipA, FtsK, FtsQ, FtsL/FtsB, FtsW, FtsI, et FtsN.
Son nom vient de l'anglais Filamenting temperature-sensitive mutant Z qui signifie "mutant Z thermosensible filamenteux". En effet, on supposait que des mutants de Escherichia coli pour la division cellulaire continueraient à croître sous forme de filaments, du fait de l'incapacité des cellules filles à se séparer l'une de l'autre.

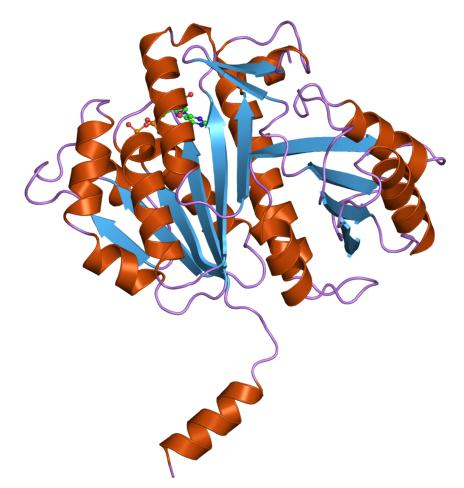
Structure moléculaire de FtsZ de Methanococcus

## Historique
La découverte du cytosquelette bactérien est assez récente. FtsZ est la première protéine du cytosquelette procaryote à avoir été identifiée.
Le gène ftsZ a été découvert dans les années 1950 par Y. Hirota (ja:廣田幸敬) et ses collègues au cours d'un crible pour trouver des mutants de la division cellulaire bactérienne. En 1991, il a été montré par Erfei Bi et Joseph Lutkenhaus par un marquage avec des anticorps marqués à l'or que la protéine FtsZ s'assemble sous la forme d'un anneau, l'anneau-Z, au centre de la cellule. La présence d'un anneau-Z au centre de la cellule a ensuite été confirmé par de la microscopie à fluorescence en 3D sur des bactéries vivantes exprimant des fusions avec la GFP.
La protéine FtsZ issue d'un gène nucléaire de la mousse Physcomitrella patens est nécessaire à la division des chloroplastes et correspond à la première protéine identifiée comme étant essentielle à la division des organites.

## Fonction
Au cours de la division cellulaire, FtsZ est la première protéine à se déplacer au niveau du site de division. Elle est essentielle pour le recrutement d'autres protéines qui vont permettre la production d'une nouvelle paroi bactérienne entre les cellules en division. Le rôle de FtsZ dans la division cellulaire est analogue à celui de l'actine au cours de la division cellulaire des eucaryotes. Cependant, contrairement aux anneaux d'actine-myosine présents chez les eucaryotes, FtsZ ne possède pas de moteur protéique connu qui lui soit associé. L'origine de la force permettant la cytodiérèse reste, de fait, méconnu. On pense cependant que c'est la synthèse locale de paroi bactérienne qui produit au moins une partie de la force nécessaire à la cytodiérèse. Dans des liposomes, Osawa a pu montrer en 2009 que FtsZ était capable d'exercer une force contractile en absence de toute autre protéine.
Erickson a proposé en 2009 que d'une certaine manière mystérieuse, il y ait eu une inversion du rôle des protéines homologues à la tubuline et des protéines homologues à l'actine dans la division cellulaire au cours de l'évolution. En outre, le fait que des anneaux de FtsZ soient utilisés au cours de la division des chloroplastes et de certaines mitochondries supporte leur origine procaryote. Il est intéressant de remarquer que les bactéries de forme L et ne présentant pas de paroi ne requièrent pas FtsZ pour leur division. Cela implique que ces bactéries pourraient avoir retenu des composés impliqués dans un mode de division cellulaire ancestral.
Beaucoup de choses sont connues vis-à-vis de la polymérisation dynamique de la tubuline et des microtubules, mais on sait encore peu de choses sur la polymérisation de FtsZ. On sait, en effet que la tubuline s'assemble en un protofilament et que 13 protofiaments forment un microtubule, mais la structure de l'anneau Z et le fait qu'il soit composé ou non de plusieurs filaments de FtsZ reste inconnus. On pense simplement que l'anneau Z est composé de protofilaments qui se chevauchent. Cependant, des travaux récents sur la protéine FtsZ purifiée avec bicouches lipidiques ainsi que des travaux d'imagerie de FtsZ dans des cellules bactériennes vivantes ont permis de révéler que les protofilaments de FtsZ possèdent une polarité et qu'ils se déplacent dans une unique direction par phénomène de "tapis roulant" (ou "treadmilling" en anglais).
Récemment des protéines similaires à la tubuline et à FtsZ ont été découvertes dans de grands plasmides trouvés dans des espèces de Bacillus. Il est supposé que ce sont des composés appartenant aux ségrosomes, des complexes multiprotéiques qui séparent les chromosomes et/ou les plasmides chez les bactéries. Les homologues plasmidiques de la tubuline et de FtsZ semblent avoir conservé leur capacité à se polymériser sous forme de filaments.

### L'anneau contractile
FtsZ possède la capacité de lier le GTP et présente un domaine GTPase qui lui permet donc d'hydrolyser le GTP en GDP et un groupement phosphate. In vivo, FtsZ forme des filaments composés d'un arrangement de sous-unités assemblées tête-bêche. Ces filaments forment un anneau au niveau du septum, c'est-à-dire au centre longitudinal de la cellule. Cet anneau est appelé anneau-Z.
L'activité d'hydrolyse du GTP de la protéine n'est pas essentielle à la formation de filaments ni à la division cellulaire. Les mutants défectifs pour l'activité GTPase peuvent souvent se diviser quand même. Cependant, ces derniers forment parfois des septa tournés et désordonnés. Il n'est pas clair si FtsZ génère la force physique nécessaire à la division ou si FtsZ sert de marqueur pour recruter des protéines qui vont réaliser la division.
Si FtsZ génère la force qui permet de diviser la cellule, ce serait par l'intermédiaire du mouvement relatif des sous-unités de la protéine. Des modèles informatiques et des mesures in vivo suggèrent qu'un seul filament de FtsZ ne peut être d'une longueur supérieure à 30 sous-unités. Dans ce modèle, la force de scission de FtsZ vient des mouvements latéraux relatifs des sous-unités de la protéine. Des filaments de FtsZ s’aligneraient en parallèle les uns des autres et tireraient les uns sur les autres créant ainsi une "corde" composée de nombreux "fils" qui se resserrerait.
Selon d'autres modèles, FtsZ ne fournit pas la force de contraction mais fournit à la cellule un échafaudage sur lequel vont s'arrimer d'autres protéines qui vont réaliser la division. On peut, dans ce cas, faire une analogie avec des personnes travaillant sur un chantier qui construiraient une structure temporaire pour atteindre des points difficiles à atteindre d'un édifice. Cette structure temporaire permet un accès sans entrave à la structure et les travailleurs peuvent ainsi atteindre l'ensemble de l'édifice. Si cette surface temporaire n'est pas construite correctement, les travailleurs ne pourront pas atteindre certains endroits.
La théorie de l'échafaudage est supportée par des informations qui montrent que la formation de l'anneau et sa localisation à la membrane requièrent l'action concertée d'un certain nombre de protéines accessoires. ZipA ou l'homologue de l'actine FtsA permettent le recrutement de FtsZ à la membrane. À la suite de ce recrutement à la membrane, les protéines de la division de la famille Fts sont recrutées pour assembler l'anneau. Un certain nombre de ces protéines, telles que FtsW, FtsK et FtsQ sont impliquées dans la stabilisation de l'anneau Z et pourraient également participer activement au phénomène de scission. Le timing de la formation de l'anneau Z suggère l'existence potentielle d'un signal temporel ou spatial qui permet la formation de filaments de FtsZ.